# Avignonsko papinstvo
Avignonsko papinstvo, avignonsko progonstvo ili avignonsko sužanjstvo trajalo je od 1309. do 1378. godine, kada su pape stolovale u Avignonu umjesto u Rimu. 
Za papu je 1305. godine izabran Klement V. uz pomoć francuskog kralja Filipa IV. Donosio je odluke u korist Francuske i njezina kralja. Klement V. kao svoje sjedište od 1309. uzeo je Avignon (danas u Francuskoj, tada pod vlašću kralja Sicilije). Sedam papa je 67 godina stolovao u Avignonu i svi su bili Francuzi. Odsustvo iz Rima ponekad se zove i „babilonsko sužanjstvo papinstva”. Papa Urban V. pokušao je 1367. godine vratiti se u Rim, ali to mu nije uspjelo zbog neprijateljske i opasne situacije. Njegov nasljednik, Grgur XI., vratio se u Rim 1377. godine i od tada su pape neprekidno u Rimu.
Slijedilo je razdoblje za kojega su postojali pape i protupape, jedan u Rimu, a drugi u Avignonu. Europske države bile su podijeljene na čiju stranu stati. Avignonskog protupapu podržali su: Francuska, Aragon, Kastilja, Cipar, Burgundija, Savoja, Napulj i Škotska. Rimskog papu podržali su: Danska, Engleska, Nizozemska, Sveto Rimsko Carstvo, Ugarska, sjeverna Italija, Irska, Norveška, Poljska i Švedska. Došlo je do Zapadnog raskola. Pritom nije bilo nikakvog doktrinalnog razloga raskola, nego su povod predstavljali različiti politički interesi. Stanje se stabilizirao nakon Sabora u Konstanzu, kada je za papu izabran Martin V. 1417. godine, koji je stolovao u Rimu.